# Hexocycnidolon unoculum
Hexocycnidolon unoculum là một loài bọ cánh cứng trong họ Cerambycidae.